# Annie Leonard
Annie Leonard (* 1964, Seattle, Washington) je americká spisovatelka a filmařka zabývající se tématy udržitelného rozvoje a nadměrného konzumu.
Narodila v Seattlu, americkém státu Washington, kde také vyrůstala. Vystudovala Lakeside School, získala bakalářský titul z Bernard College a následně absolvovala Cornellovu univerzitu. Je známá zejména jako autorka animovaného filmu Příběh věcí (The Story of Stuff, 2007), který popisuje životní cyklus hmotného majetku.
Leonardová začala pracovat v Greenpeace na kampani pro zákaz mezinárodní odpadní skládky, cestovat po celém světě kvůli sledování nebezpečného odpadu odeslaného z rozvinutých do méně vyvinutých zemí. "Vkradla jsem se do továrny, kde mě využili k rozhovorům s pracovníky, přičemž jsem sbírala vzorky vlasů a půdy k prokázání environmentálních zdravotních poškození." uvedla v rozhovoru s Cornellovou univerzitou.
V roce 2014 se stala výkonnou ředitelkou Greenpeace USA.